# Símbolos de La Victoria (Valle del Cauca)
Los Símbolos de La Victoria, incluyendo el escudo, la bandera y el himno son los emblemas que identifican al municipio de La Victoria, departamento del Valle del Cauca (Colombia). El escudo, la bandera y el himno son los principales símbolos del municipio, y forman parte de la imagen institucional de la administración municipal, por lo cual siempre están presentes en los actos protocolarios, en la papelería oficial, en las obras públicas, etc.

## Escudo
- Una base elíptica de forma polaca con escotaduras por los dos lados, cruzada por dos lanzas que forman cuatro cuarteles, que simbolizan la unidad del pueblo victoriano en las gestas desarrolladas por lanceros durante las guerras civiles.
- Una corona real que representa la Virgen de los Santos, aparición mariana venerada en la localidad, y símbolo de la religiosidad tradicional del municipio. Tras la corona, una cinta saliente del escudo y sostenida en las puntas de lanza, con dos fechas: la fundación del municipio el 12 de agosto de 1835 y la erección del poblado a la categoría de municipio el 23 de diciembre de 1850.
- Cuartel superior: El sol brillante, del cual refulgen ocho rayos que representan igual número de corregimientos: San José, Holguín, San Pedro, Miravalles, Riveralta, Taguales, Dávila y Holanda. Sin embargo, los dos últimos tienen categoría de veredas.
- Cuartel derecho: El Santuario de San José, sitio de referencia de la población y principal atractivo turístico. Los árboles alrededor de la capilla insinúan la riqueza agrícola del municipio.
- Cuartel izquierdo: Libros, tinta y pluma, emblema de cultura y de ciencia, representados por la figura de Manuel Antonio Bonilla, filósofo, poeta y escritor.
- Cuartel inferior: El Río Cauca, principal fuente fluvial del municipio, atravesado por el puente Mariano Ospina Pérez.
- Como sostén,[nota 1] dos ramas verdes a ambos lados

1. ↑  Definición heráldica de sostén

## Bandera
De forma rectangular, corta transversalmente desde la esquina superior izquierda hasta la esquina inferior derecha, dividiendo la bandera en dos triángulos escalenos, siendo el inferior el verde y el superior el blanco.
El color blanco simboliza la paz, la tranquilidad y el aprecio de sus gentes. El color verde es símbolo de prosperidad y de sus tierras fértiles para la agricultura, fuente de la economía del municipio.

## Himno
Himno de La Victoria
Letra: Jesús María Ospina
Música: s/d
I
En un nido de alegres montañas,
donde el sol sus colores enreda
donde cantan más tiernas las aves
y las brisas son hilos de seda
II
Hay un pueblo que guarda en su alma
un tesoro de dichas inmensas
y que siente bullir en su seno
de la vida la fuente suprema
III
La Victoria, es un pueblo querido
donde mora la vida serena
allí el Cauca sus aguas empuja
murmurando cantares y endecha
IV
Allí pasan rebaños sin cuento
de blanquísimas mansas ovejas
que al pacer por los valles parece
invernales de trémulas mieses
que festejan en blancos corceles
V
La Victoria de gloria está plena
irradiando su amor fraternal
viva siempre de júbilo llena
La Victoria mi patria inmortal